# 埃庇米尼得斯
埃庇米尼得斯（Epimenides）古希臘克里特島人，預言家、詩人，傳說他曾在宙斯的神聖洞穴中沉睡57年，在醒來之後獲得預言的能力。
他創造過一個克里特悖論，他說：「所有克里特人都说谎。」這是很明顯的矛盾命題，因為他自己就是克里特島人。

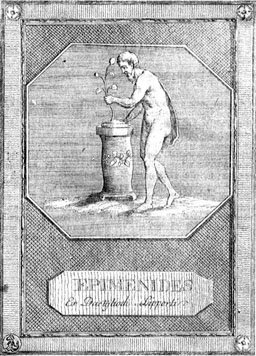
埃庇米尼得斯畫像

## 生平

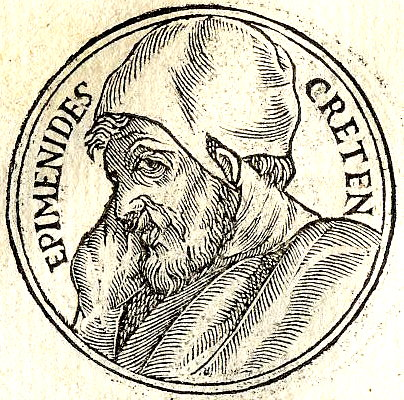
埃庇米尼得斯

傳說埃庇米尼得斯在照料父親的羊時，在宙斯的神聖洞穴中沉睡57年，在醒來之後獲得預言的能力。他醒來後，運用自己的能力對雅典的祭祀與喪禮進行了改革。埃庇米尼得斯的皮膚被存放在斯巴達的宮廷中，可以看作像是護身符一致的效果。

## 說謊者悖論
埃庇米尼得斯曾經說過一句話：「所有克里特人都說謊。」，而身為克里特人的他說出來的是否為真？
1.設他說的為真，則克里特人都說謊，則他也應該說謊。如此結論與假設矛盾。
2.設他說的為假，則克里特人都不說謊，則他也應該不說謊。如此結論與假設矛盾。
這種自指句，常常造成悖論的產生，而這種悖論不斷流變，最後形成說謊者悖論。